# Torneo de Basilea 2010
El Torneo de Basilea es un evento de tenis que se disputa en Basilea, Suiza,  se juega entre el 1 y el 7 de noviembre de 2010.

## Campeones
- Individuales masculinos:  Roger Federer derrota a   Novak Djokovic, 6–4, 3–6, 6–1.

- Dobles masculinos:  Bob Bryan /  Mike Bryan  derrotan a  Daniel Nestor /  Nenad Zimonjić, 6–3, 3–6, [10–3].